# La fame nel mondo spiegata a mio figlio
La fame nel mondo spiegata a mio figlio è un saggio scritto da Jean Ziegler.

## Trama
Il saggio riporta un'analisi sulle cause che hanno portato ad avere nel mondo sessanta milioni di persone decedute per fame e un miliardo di persone che soffrono di patologie riconducibili alla carenza di nutrimento ogni anno.

## Stile di scrittura
L'opera, scritta con un linguaggio semplice e immediato, è redatta come un dialogo tra lo stesso scrittore e il proprio figlio. Ogni capitolo è basato su svariate semplici domande poste in essere da questo ipotetico ragazzo e su brevi risposte fornite dallo scrittore.